# Xã Jackson, Quận Hall, Nebraska
Xã Jackson (tiếng Anh: Jackson Township) là một xã thuộc quận Hall, tiểu bang Nebraska, Hoa Kỳ. Năm 2010, dân số của xã này là 332 người.